# Cycloctenus centralis
Cycloctenus centralis is een spinnensoort in de taxonomische indeling van de Deinopidae.
Het dier behoort tot het geslacht Cycloctenus. De wetenschappelijke naam van de soort werd voor het eerst geldig gepubliceerd in 1979 door Raymond Robert Forster.